# باسیانو (میلان)
باسیانو (به ایتالیایی: Basiano) یک کومونه در ایتالیا است که در استان میلان واقع شده‌است.

## خصوصیات
باسیانو ۴٫۶ کیلومترمربع مساحت و ۵٬۵۲۳ نفر جمعیت دارد و ۱۶۴ متر بالاتر از سطح دریا واقع شده‌است.